# Christina Charlotte van Württemberg

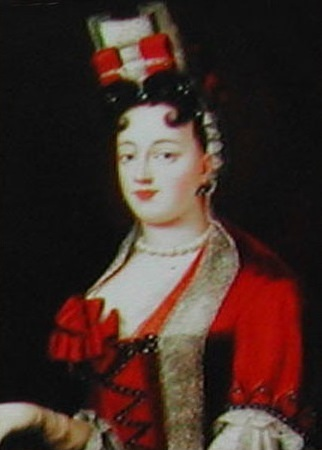
Postuum portret van Christina Charlotte van Württemberg

Christina Charlotte van Württemberg (Stuttgart, 21 oktober 1645 -  Bruchhausen, 16 mei 1699) was een adellijke vrouw uit het huis Württemberg en door haar huwelijk vorstin van Oost-Friesland. Zij was van 1665 tot 1690 regentes voor haar minderjarige zoon. Zij probeerde als regentes in Oost-Friesland de macht van de vorst te vergroten, wat haar in conflict bracht met de Staten. Uiteindelijk moest ze Oost-Friesland verlaten en in 1690 droeg zij de macht over aan haar zoon.

## Jeugd en huwelijk
Christina Charlotte van Württemberg was een dochter van hertog Everhard III van Württemberg en zijn eerste vrouw Anna Dorothea van Salm-Kyrburg. Op 10 mei 1662 trouwde ze met vorst George Christiaan van Oost-Friesland. Uit het huwelijk werden drie kinderen geboren: twee jong gestorven dochters en een zoon, Christiaan Everhard, die in oktober 1665 vier maanden na de onverwachte dood van zijn vader ter wereld was gekomen. Christina Charlotte werd tijdens de minderjarigheid van haar zoon regentes van Oost-Friesland.

## Regentes
Als regentes bleek Christina Charlotte een intelligente en bekwame staatsvrouw,  die zich tot doel stelde om in Oost-Friesland een absolute monarchie te vestigen met een sterke, centrale regering. Hierin werd ze tegengewerkt door haar zwager en mede-regent Edzard Ferdinand, en door de Staten van Oost-Friesland, die zeggenschap hadden over het leger en de belastingen. Zij hield Edzard Ferdinand bewust buiten regeringszaken, wat tot grote spanningen binnen de vorstelijke familie leidde. Voordat het tot een uitbarsting kon komen, overleed Edzard Ferdinand in januari 1668.
Met steun van haar andere mede-regenten George Willem van Brunswijk-Lüneburg en Ernst August van Brunswijk-Lüneburg voerde Christina Charlotte een campagne om de macht van de Staten van Oost-Friesland in te perken. De Staten trokken buitenlandse troepen aan om zich tegen de regentes te verzetten, wat het land aan de rand van een burgeroorlog bracht. Van oudsher speelde de Republiek der Zeven Verenigde Nederlanden een rol als bemiddelaar bij interne problemen in Oost-Friesland. In de periode tussen 1668 en 1677 wist de Republiek enkele keren te bereiken dat Christina Charlotte haar machtsambities tijdelijk intoomde. Uiteindelijk dwong keizer Leopold I haar op 8 november 1678 tot een akkoord met de Staten.
In de jaren daarna richtte Christina Charlotte zich vooral op het hervormen van de overheid en de rechtspraak. Zij omringde zich met ambtenaren en ministers die van buiten Oost-Friesland kwamen. De Staten zagen ook hierin een poging om hun macht in te perken, wat de weerstand tegen de regentes deed groeien. Dit werd nog erger toen Christina Charlotte in het religieus verdeelde Oost-Friesland duidelijk liet blijken meer sympathie te hebben voor de lutheranen dan voor de calvinisten. Rond 1683 was de verhouding tussen de Staten en de regentes onhoudbaar geworden.  De Staten weigerden nog met haar samen te werken en verbonden zich met keurvorst Frederik Wilhelm van Brandenburg. In 1684 verliet Christina Charlotte noodgedwongen Oost-Friesland. 
Ze verbleef enkele jaren in Wenen, waar ze via juridische weg probeerde de soevereiniteit over Oost-Friesland terug te krijgen. In 1688 besliste de keizer echter dat Christina Charlotte moest terugtreden als regentes. Zij wist de daadwerkelijke overdracht van de regeringsmacht aan haar zoon nog tot 1690 te vertragen.

## Laatste levensjaren en nagedachtenis

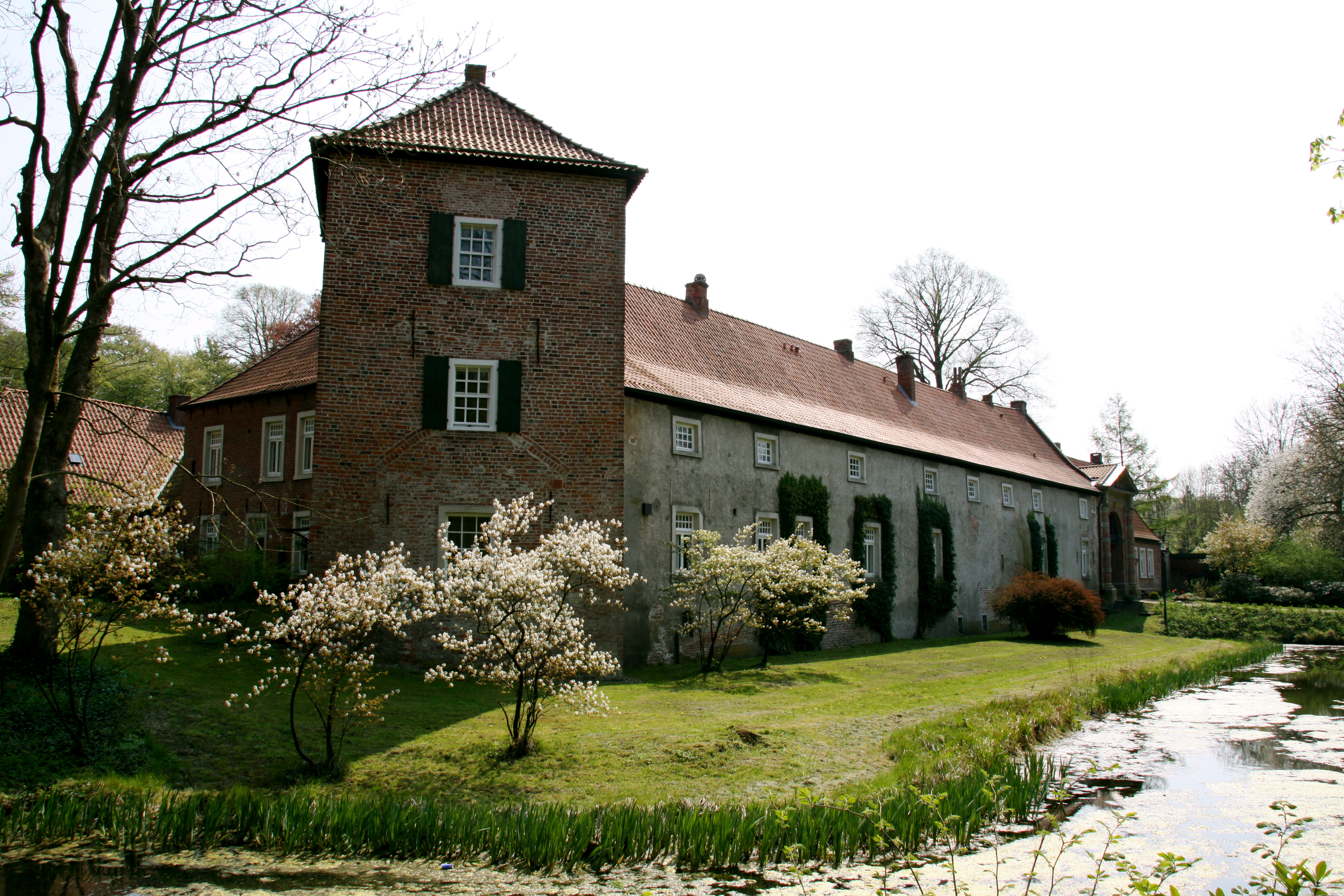
Borg Berum, waar Christina Charlotte van Württemberg de laatste jaren van haar leven woonde

De laatste jaren van haar leven was Christina Charlotte van Württemberg veel op reis om haar grote vrienden- en familiekring te bezoeken, of verbleef ze op haar weduwendomein Borg Berum dat ze in fraaie barokstijl had laten inrichten. Ze stierf in mei 1699 tijdens een bezoek aan haar beste vriendin, keurvorstin Sophia van Hannover.  
Over haar rol in de geschiedenis van Oost-Friesland is heel lang negatief geoordeeld. Zij werd verantwoordelijk gehouden voor de decennia van interne strijd die Oost-Friesland in de 17e eeuw heeft gekend. In de 20e eeuw kwam er ook enige bewondering voor de zelfstandige en doortastende manier waarop zij als regentes is opgetreden. Zij wordt door tijdgenoten beschreven als een zeer mooie, intelligente en charmante vrouw.